# 因縁解脱
因縁解脱（いんねんげだつ）とは、仏教系新宗教阿含宗において説かれる、人の持つ悪い因縁を無くしてしまう（解脱する）ということを意味する用語である。

## 概要
阿含宗において、因縁とは人間の運命を成り立たせるものであるとされる。「因」とは、結果を生ぜしめる内的な直接原因、「縁」とは外から因を助ける間接原因（条件）のことを指し、この二つが合わさり、一つの結果（運命）が生じると説く。
具体的には因の要素として、次のようなことが言われる。先祖親類に不慮の死を遂げた人物がいると、その人の死に際の念が残り、残った念が、縁のある現世に生きている人間に（死んだ人と）同じような運命を繰り返させる。また、先祖に人の怨みをかった人物がいると、その家系の子孫の運命に悪い影響がおよぶ可能性があるとされる。阿含宗では、因縁の成り立ちを2種類に分けて、縦の因縁と横の因縁とに分類している。先祖から継承されるものを縦の因縁、自分の前世に為した悪業の報いとして生じるものを横の因縁と呼ぶ。縦横の因縁が、交わったところのものが自分であるという。
これを解消するには成仏力という特殊な能力による解脱供養という供養儀式の申込みが必要であるとする。一体10万円で戒名を付けると共に、施主にかかわる先祖の怨念を解消解脱させたのちに、永代供養を行っているようである。阿含宗では、悪い因縁を無くし幸福な人生を歩むことを因縁解脱と呼び、すべての因縁を解脱した人をブッダと呼んでいる。
因縁と解脱の二つの仏教用語を「因縁解脱」という四文字の熟語のようににして説いているのは阿含宗以外では確認されておらず、因縁解脱とは、阿含宗の教祖の体験に基づいて表現されたものである。阿含宗では、解脱すべき（＝切ってなくしてしまう）因縁として、次の「因縁の種類」の項で示したような具体的な不幸な運命の星を提示している。また、これらを切らない（なくさない）と不幸な運命は避けられないとしている。
高野山で学修灌頂入壇伝灯大阿闍梨の位を受けた織田隆弘は「信仰に迷わぬ百問答」の中で「釈尊の直接の教えは『阿含経』だからそれに基づくのが一番正しいという説がありますがどうですか」の問いに対して「それで阿含経を信じるものが密教によって涅槃に入るというのは、全くナンセンスです。密教と阿含経とは仏教の指導法に非常に違いがあり、伴って阿含経の仏説では密教的な行いは最も排斥されています。護摩をたいたり、占いをしたりすることは阿含経では全く認められないことです。要するに、阿含経では現世利益、超能力を売り物にしたり、人間の欲望が成就するよう仏に頼むことを、犯罪同然に戒めているのです。ですから、看板に阿含経を唱えても、中身に密教を使うということはナンセンスも良いところで、全くの素人騙しのものと言われてもやむを得ないのです。」と非難している。つまり、阿含経と密教は非常に違いがあることを述べている。よって、阿含密教なるものは成り立たないと考えている。阿含宗は護摩をたいたり、占いをしたり、現世利益、超能力を売り物にする宗教であり、この非難は阿含宗に向けたものだと考えられる。
また、千座行を行う宗教について「例えば何々教会をやめる、学会をやめる、千座行をやめると、そういうときによく脅しを受けます。因縁切りをしなければならない、教団との因縁を切ると法罰が来るとか、巧みな「中途挫折の因縁」の脅しによってやめるにやめられずにいる、そこに狂信者の世話人が誘いに来るので、いやいやながらも集会に出て、いろいろ協力させられているようです。勇気を出しなさいと言うても、また正法に帰依する道を知りながらも、踏ん切りのつかない方があります。要するに愚痴というわけですが、これはやはりそういう不幸の道を求める因縁の持ち主だと言わざるを云わざるを得ません。（中略）近頃の邪教団はやめるといってもなかなか受け付けない、ものを収めるといっても受け付けないような傾向がありますが非常識も良いところです。私たちはもっと勇気を出さないとならない。そうしなければ正しい仏教は興りません。」と述べてる。阿含宗は千座行を行い、「中途挫折の因縁」を述べている。

## 因縁の種類
以下の因縁の種類は、阿含宗が説く運命を因縁に置き換えた時の分類である。日本の伝統的仏教は、因縁という言葉をつかって以下のような分類をすることはない。運命学の星の内容を仏教用語を使って表現した阿含宗独特のものである。
1. 家運衰退の因縁：家運、つまり家の運気が次第に衰えてきている家系に生まれている人が持つ因縁である[2]。
2. 中途挫折の因縁：何をやっても、一応七、八分どおりまでは順調に進むが、あともう一、二 分というところで必ずダメになる。決して実らない因縁である[2]。
3. 運気不定浮沈の因縁：運気に根が生じないで、そのため、浮沈変転してとどまらない因縁である。いわば、根なし草の人生である、住居、職業が定まらず、転々とする。一時的に幸運を得ることがあっても、永続しない。一生、ドヤ街の住人か、浮浪者である[2]。
4. 肉親血縁相剋の因縁：肉親の者同士、血縁の者同士が、たがいに運気(生命力)を害ね合いって、分散していく因縁である。お互いを憎しみ合い、争う運命。酷い場合は殺しあうことにもなる[2]。なにをやっても、うまくいかない。不運と挫折の連続である。病気や、怪我、人にだまされるなどの、わけのわからない不幸や災難に見舞われる。
5. 我が子の運気剋する因縁：肉親血縁相剋の因縁の変型で、親がわが子の生命力を害する因縁である。そのため、子どもは年中病弱となる。あるいは不具者として生まれたり、不具者となったりする。たいてい十歳ぐらいまでに死亡するものである[2]。
6. 逆恩の因縁：恩を仇で返す因縁である。家運衰退の因縁に根ざすものである。要するに、恩を受けた人（主人、師、上長、取引先、先輩等)を、だましたり、傷つけたり、とにかく相手になにかしら損害をあたえる。はなはだしいのは（もしその者が刑獄の因縁を併せ持っていたなら）殺して金品を奪ったりする。そこまでいかなくとも必ず恩義ある人を裏切りそむく[2]。
7. 夫の運気を剋害する因縁：女性が持つ因縁である。夫の運気(生命力)を目に見えぬ力で害ね、削る。といっても、必ずしも、日常生活において夫 ぎやくたい を尻の下に敷いたり、夫を虐待するというのではない。もちろん、そういう場合もないことはないが、前にも書いたように、因縁というものは性格にあらられる場合と性格に全くあらわれぬ場合 と がある。この因縁の場合もそのとおりで、むしろこの因縁を持つ女性はマメマメしく夫につかえる良妻賢母型に多いので始末に困るのである[2]。
8. 夫婦縁障害の因縁：婦縁縁、結婚生活に障害が起きる因縁である。なんとなくおたがいに性格が合わず、年中不満を持ち合ってゴタゴタが絶えず、冷たい家庭になる。または、おたがいに愛情は持ち合っているのだが、どちらかが病気になって別居をよぎなくされる、とか、仕事の関係で別れ別れに住む、シュウトなどの関係で夫婦仲がうまくいかぬ、等、とにかく、愛情の有無にかかわらず、結果的に夫婦仲がうまくいかない。離婚してしまうというところまではいかぬが、とにかく、年中その一歩手前までいってゴタゴタしているのである[2]。
9. 夫婦縁破れる因縁：男女とも、必ず生別か死別をまぬがれない因縁である。生別となるか死別となるか、は、相手かたの生命力の強弱による[2]。
10. 刑獄の因縁：凶運の時に、必ず刑事事件を起こして、刑務所につながれることになる因縁である。 たいていほかの悪い因縁をあわせ持っていて、それらの悪い因縁とからみ合って起きるのが普通である[2]。
11. 目を失い、手足を断つ肉体障害の因縁：目がつぶれて失明したり、手足を断つ、というように、肉体に障害をうける因縁である。つまり怪我の因縁で、自動車、汽車、電車等の事故に遭うのはみなこの因縁を持っている人である。人から 傷害をうけるのもこの因縁である。別に、病気の因縁を持っている人は、その因縁と結びついて手術、という形になってあらわれる場合も少なくない[2]。
12. 横変死の因縁：肉体障害の因縁がさらに強くなり、悪化したもので、必ず横死、変死をする因縁である。自殺、他殺、事故死のいずれかをまぬがれることができない。三代以内の血縁中に、同じ因縁で亡くなった縁者を持っている人が多いのが特徴である[2]。
13. 脳障害の因縁：この因縁は、精神病の場合と、精神病でない頭部の障害、の二種に分けられる。 すなわち、精神病(ノイローゼ、脳梅毒等)と、頭部の怪我、または脳いっ血、脳軟化症等の病気で、程度の軽い因縁の人は、年中、 頭重、肩こり、不眠症などに悩まされる けが 肉体障害の因縁をあわせ持つ人は、脳いつ血から中気となったり、頭の負傷で手足がきかなくなったりする。脳性小児マヒなどもこの因縁のあらわれである[2]。
14. 二重人格の因縁：脳障害の因縁の系列に入る因縁である。酒をのむと、ガラリと人間が変ってしまって、全く別人のようになってしまう。酒乱はこの因縁麻痺である。表面意識がアルコールで麻痺すると、遺伝している潜在意識や、深層意識が浮かび出て別の性格が入れかわって出てくるのである。異常性格もこの因縁である。うらみ この因縁は、家運衰退の因縁にも深い関連があり、二、三代前の縁者で、非常に不幸な、恵まれない死にかたをした人か、それとも他人で、その人の家に非常な怨恨を抱いて死んだ者のいることが特徴である[2]。
15. ガンの因縁：胃ガンや子宮ガン等の、この因縁を持つ人は必ずガンになる[2]。
16. 循環系統障害の因縁 　心臓、腎臓、肝臓に故障を起こす因縁である[2]。
17. 色情の因縁：男女が、異性（同性の場合もある）によって苦しんだり傷ついたりする因縁である。これは、家運衰退の因縁のもととなる因縁である。つれあい、また、夫、妻が、その配偶者の色情のトラブルで苦しめられる場合も、色情の因縁があるということになるのである[2]。
18. 偏業の因縁：職業の上にあらわれる因縁である。この因縁を持つ人は、宗教家、芸術家、芸能人、裁判官、水商売などが適する。そのどれがよいかは、別の因縁とも照合してみる必要があるが、とにかくこの因縁のある人は、これらの職業以外に就くと絶対に芽が出ない。つまり、適性ということに関係してくるわけだが、そういうことを含んだ上で、運命的にその職業以外では伸びない 、ということである[2]。
19. 財運水の因縁：財運があって、金は人より多く入ってくるが、みな、水のように流れ出してしまって、身につかぬのである。無理に溜めようとすると、自分が病気になったり、家族が病気になったりする。あるいは盗難に遭いサギに遭う。これは、水の財運で、水というものは、流動しているかぎり 腐敗せず、きれいである。溜まり水は必ず濁り、腐敗する。この因縁を持つ人は、常に金が流れ動いて身につかぬのである。身につけると、不祥の事が起きる[2]。
20. 頭領運の因縁：人の上に立つ因縁である。この因縁を持つ人は、必ず大なり小なり人の上に立って、人の頭領になる。ただし、この頭領運に二種類あって、純然たる頭領と、組織内の頭領運とに分けられる。純然たる頭領運は、その組織の最高の首長(たとえば社長)になり、組織内の頭領運は、専務、部長という一分野の首長で終わる。 頭領運のない人は、みずから頭領になると必ず失敗する。よき頭領の人を選んで、次位に甘んじ 、よく補佐することに専念するがよい。それが、自分の才能、手腕を 十二分に発揮し得る最良の道である。野心を持って自分がその位置に就くと、物事渋滞して苦労ばかり多く、必ず失敗するのである[2]。
21. 子縁うすい因縁：子どもとの縁が薄い因縁である。この因縁があると、子どもが生まれないか、生まれても、五、六歳になるまでに死んでしまう。また、自分の実子と縁が薄いだけではなく、養子をもらっても、この因縁ある限りうまくいかない。その養子の運気(生命力)が強ければ衝突して出て行ってしまうし、生命力が弱ければ死んでしまうのである[2]。
22. 産厄の因縁：出産に際して、難産で苦しむ因縁である。衰運の時期で生命力が弱っている時に当たると、死ぬ恐れがある[2]。
23. 怨集の因縁：人から怨みをうけ、多くの敵をつくる因縁である。自分の性格からそうなるようになる人もあり、性格は温厚で人の怨みをかうような人柄でないのに、職業上、やむを得ずほかの怨念をうけるようになる運命を持つ人である[2]。